# Melchior Ferdinand Joseph von Diepenbrock
Melchior Ferdinand Joseph von Diepenbrock, nemški rimskokatoliški duhovnik, škof in kardinal, * 6. januar 1798, Bocholt, † 20. januar 1853.

## Življenjepis
27. decembra 1823 je prejel duhovniško posvečenje.
15. januarja 1845 je bil imenovan za škofa Wrocława; potrjen je bil 21. aprila in škofovsko posvečenje je prejel 8. junija istega leta.
30. septembra 1850 je bil povzdignjen v kardinala.